# Gypona toxum
Gypona toxum är en insektsart som beskrevs av Freytag 2005. Gypona toxum ingår i släktet Gypona och familjen dvärgstritar. Inga underarter finns listade i Catalogue of Life.